# Parmulodes verrucosa
Parmulodes verrucosa är en kräftdjursart som beskrevs av C. B. Wilson 1944. Parmulodes verrucosa ingår i släktet Parmulodes och familjen Entomolepididae. Inga underarter finns listade i Catalogue of Life.